# Vittorio Raschèr
Vittorio Francesco Raschèr (* 25. Januar 1931 in Zürich; † 12. März 2012 ebenda) war ein Schweizer Romanist und Dirigent.

## Leben
Vittorio Raschèr wuchs in Zürich auf. Seine Eltern waren der Anwalt Otto Rascher und die Musikerin Giuseppina Cairati, der Tochter von Alfredo Cairati. Während seiner italienischsprachigen Grundschulbildung als Privatschüler bei Fernando Schiavetti und seiner Mittelschulzeit studierte er Klavier bei seinem Grossvater Alfredo Cairati und erlangte 1953 das Konzertdiplom am Conservatorio Giuseppe Verdi in Mailand. Raschèr war mit Giustina Mezzacasa (* 6. Dezember 1929 in Piz, Sospirolo; † 1. Januar 2025 in Zürich) verheiratet. Aus der Ehe gingen drei Söhne hervor: Andrea Raschèr (1961), Marco Raschèr (1962) und Luca Raschèr (1962).

### Romanistik
Raschèr promovierte 1962 an der Universität Zürich in Romanistik mit der  Dissertation L’onomastica di Chironico del 500, 600 e 700 nello specchio del Martirologio e dell’Inventario Beni e Decime della parrocchia di S. Maurizio bei Konrad Huber. Von 1964 bis 1996 leitete er das Centro di ricerca per la storia e l’onomastica ticinese, einer Forschungsstelle für Tessiner Geschichte und Namenkunde an der Universität Zürich, welche das Repertorio toponomastico ticinese veröffentlichte, eine Sammlung zur Erhaltung und Veröffentlichung des Erbes der Ortsnamen im Kanton Tessin. Auch gründete und leitete Raschèr die Reihe Materiali e documenti ticinesi, in der die mittelalterlichen Schriftquellen aus den Archiven der Leventina, des Blenio und der Riviera veröffentlicht werden.
1992 erhielt Raschèr von der Tessiner Gemeinde Giornico in Würdigung seiner wissenschaftlichen und musikalischen Tätigkeit das Ehrenbürgerrecht.

### Musik
Raschèr studierte Orchesterdirektion bei Erich Schmid an der Musik-Akademie der Stadt Basel und gründete 1968 die Camerata Stromentale Romanica Zürich, die er bis 1998 als Dirigent leitete. Der Komponist Renato Grisoni schrieb das Stück Kabbalah für Saxofonquartett und Streichorchester 1975 im Auftrag von Raschèr, im Hinblick auf die Europatournee des Raschèr Saxophone Quartet im Jahr 1977.

## Schriften
- Repertorio Toponomastico Ticinese (RTT): I nomi di luogo dei communi del cantone Ticino (Faido, Torre, Comano, Vezio, Fusio, Preonzo, Avegno, Monte Carasso, Origlio, Balerna, Brè, Muzzano, Pura, Maggia, Canobbio, Moghegno, Onsernone, Biasca, Sonvico, Broglio, Orselina, Ronco sopra Ascona, Giornico, Caslano, Semione, Osogna, Solduno, Bodio, Menzonio, Gravesano, Mezzovico-Vira, Prato Leventina, Medeglia). Bellinzona 1982–2017 (als Hrsg. bis 1996)
- Il centro di ricerca per la storia e l’onomastica ticinese dell’Università di Zurigo 1964-1989. In: Bollettino storico della Svizzera italiana. Vol. 102 (1990) Band 2, S. 93
- Gastone Cambin: Le rotelle milanesi: bottino della battaglia di Giornico 1478. In: Bollettino storico della Svizzera italiana. Vol. 100 (1988) Band 4, S. 155
- Un toponimo leventinese ‘Löita’. In: Renato Martinioni, Vittorio Raschèr (Hrsg.): Problemi linguistici nel mondo alpino. Neapel 1983, S. 90.
- Nomi femminili leventinesi del Duecento. In: Georges Güntert, Marc-René Jung, Kurt Ringger (Hrsg.): Mélanges Reto Raduolf Bezzola. Bern 1978, S. 297.
- Il Centro di ricerca per la storia e l’onomastica ticinese (CRT) dell’Universita du Zurigo e la sua rivista «Materiali e Documenti Ticinesi» (MDT). In: Scrinium. 1976, S. 227
- L’onomastica di Chironico del 500, 600 e 700 nello specchio del Martirologio e dell’Inventario Beni e Decime della parrocchia di S. Maurizio. Istituto grafico Gianni Casagrande, Bellinzona 1963
- Codici dell’archivio della chiesa di San Maurizio di Chironico. In: Archivio storico ticinese. 4 (1963), S. 699.[7]
- Passio beatissimi martyris tui Placiti (Dalpe, Archivio parrocchiale). In: Archivio storico ticinese. 1 (1960), S. 165[8]
- mit Renato Martinoni (Hrsg.): Problemi linguistici nel mondo alpino. Ticino – Grigioni – Italia. Atti del Convegno di studi in onore di Konrad Huber (Robiei, 4.–5. Juli 1981) (= Romanica Neapolitana. Vol. 12). Liguori, Neapel 1983[9]